# Saint-Aubin-le-Cauf
Saint-Aubin-le-Cauf är en kommun i departementet Seine-Maritime i regionen Normandie i norra Frankrike. Kommunen ligger i kantonen Envermeu som tillhör arrondissementet Dieppe. År 2022 hade Saint-Aubin-le-Cauf 832 invånare.

## Befolkningsutveckling
Antalet invånare i kommunen Saint-Aubin-le-Cauf
| Referens: INSEE |